# 호흐도르프역
호흐도르프역(Bahnhof Hochdorf)은 스위스 루체른주 호흐도르프 지자체에 있는 기차역이다. 이 역은 스위스 연방 철도의 표준궤 제탈선의 중간 정류장이다.

## 운행편
다음 서비스는 호르도르프에서 정차한다.
- 루체른 S반: S9/S99 : 루체른과 렌츠부르크 간 30분 운행, 러시아워에 루체른까지 추가 운행.